# Hermann Kickton (Bauingenieur)

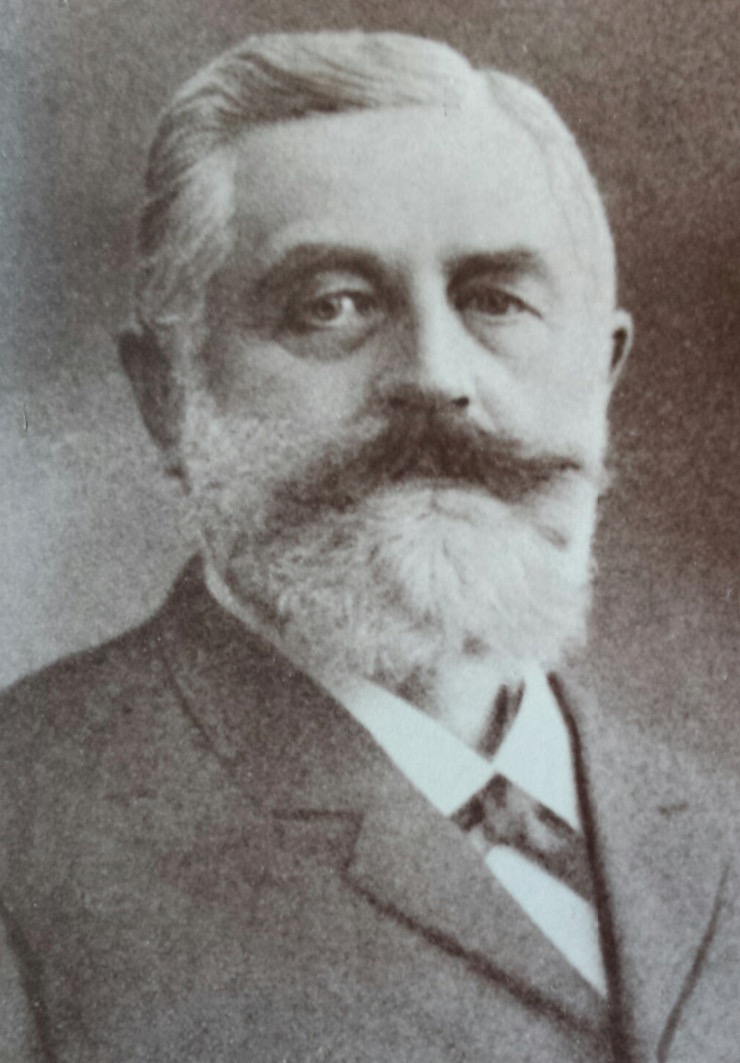
Hermann Kickton

Hermann Kickton (* 30. März 1847 in Lengainen; † 2. Juni 1915 in Erfurt; vollständiger Name: Hermann Julius Rudolf Kickton) war ein deutscher Bauingenieur und kommunaler Baubeamter in Erfurt.
Kickton leitete von 1887 bis 1914 als Stadtbaurat das Tiefbauamt der Stadt Erfurt. In die Zeit seines Wirkens fielen im Zusammenhang mit dem Bau des Flutgrabens zahlreiche Brückenneubauten.
1901 wurde ihm der preußische Rote Adlerorden IV. Klasse verliehen.
Hermann Kickton heiratete am 12. Oktober 1877 in Bevensen Auguste Louise Charlotte geb. Schröder. Gemeinsames Kind der Eheleute war der Jurist Hermann Kickton. Ein Urenkel ist der Kirchenmusiker Helmut Kickton. Weitere Verwandtschaft besteht zu Erika Kickton, Arthur Kickton und Louis Arthur Kickton.

## Brücken in Erfurt nach Plänen von Hermann Kickton
- Bahnhofsbrücke
- Johannestorbrücke

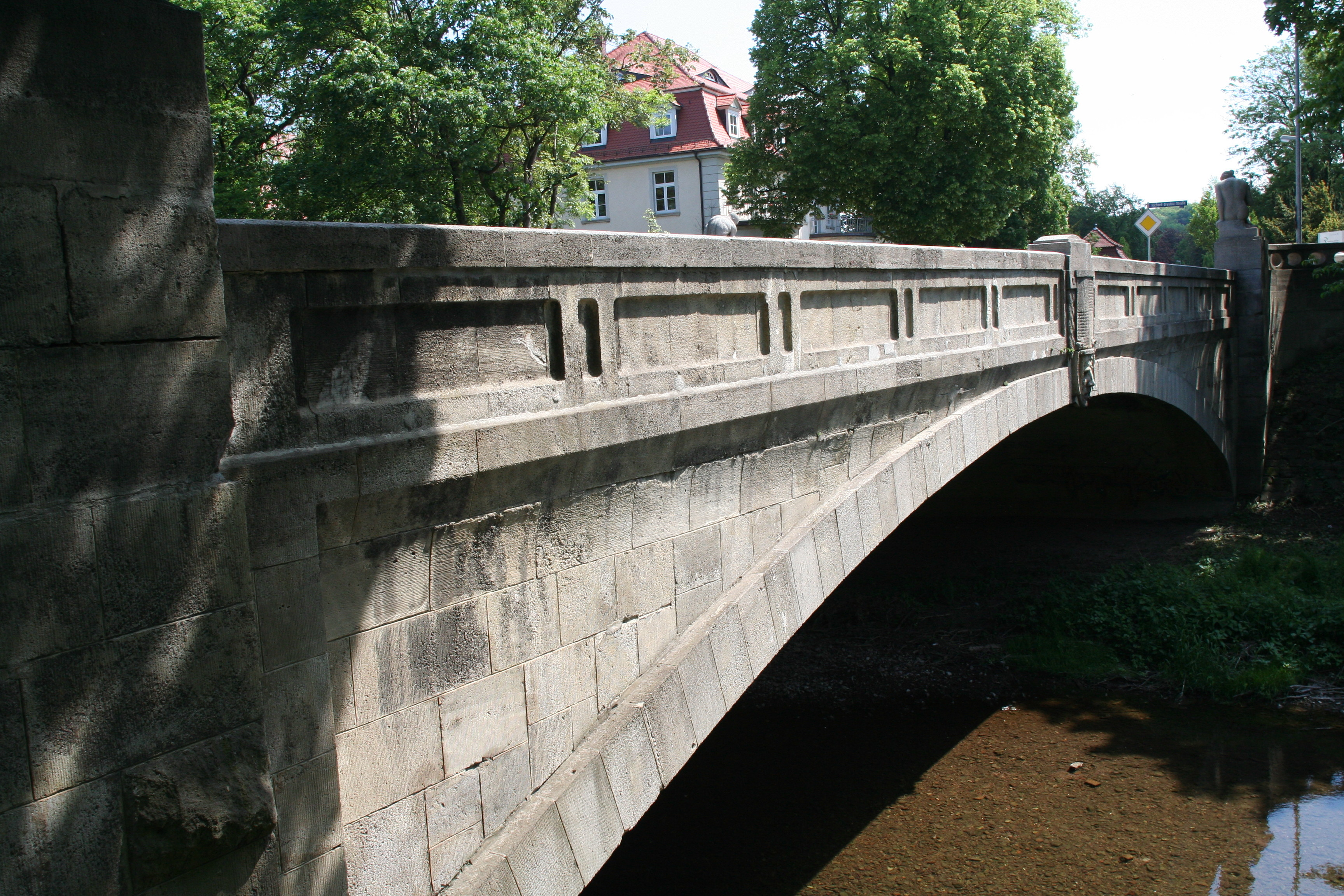
Hohenzollernbrücke
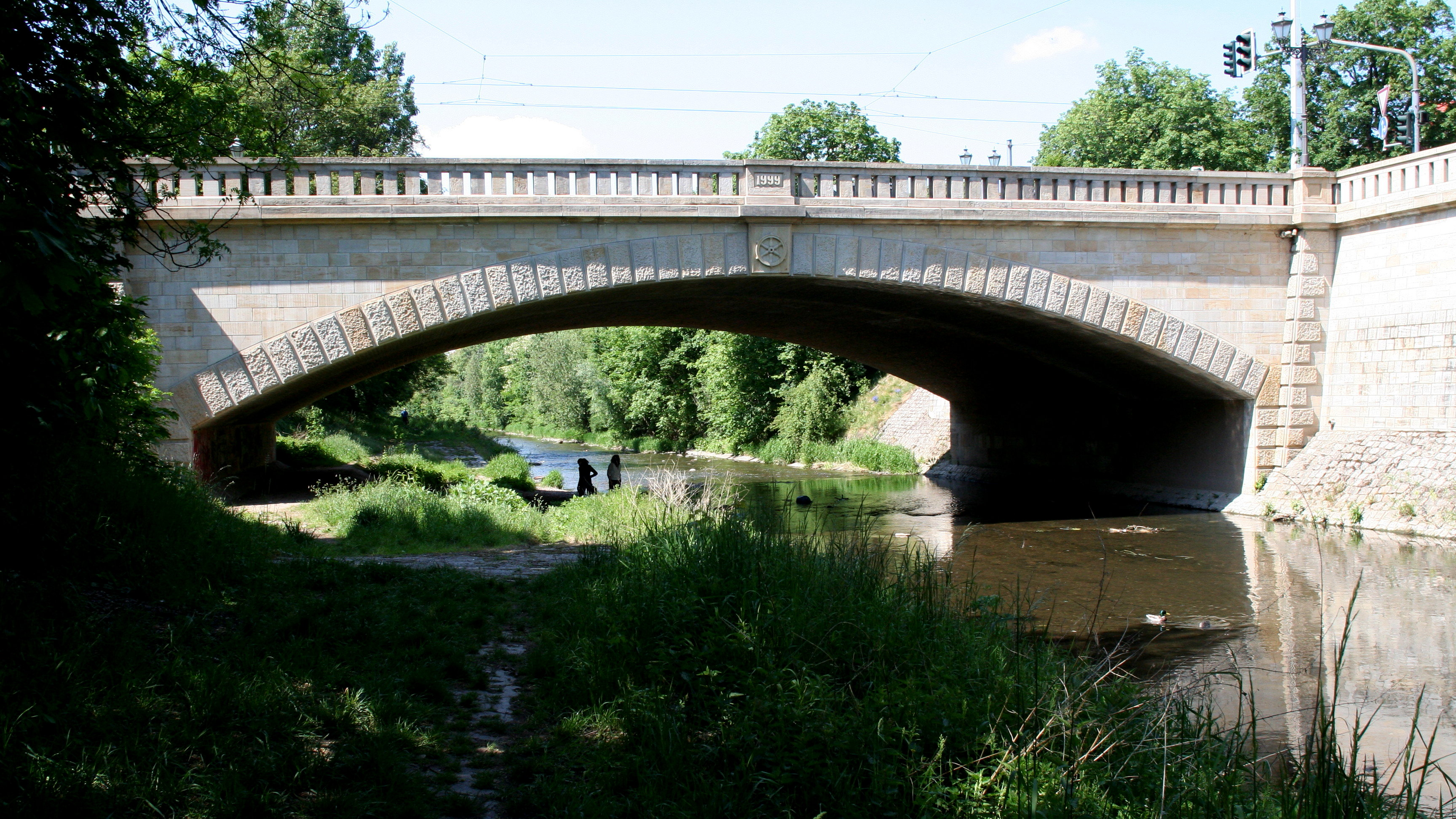
Krämpfertorbrücke
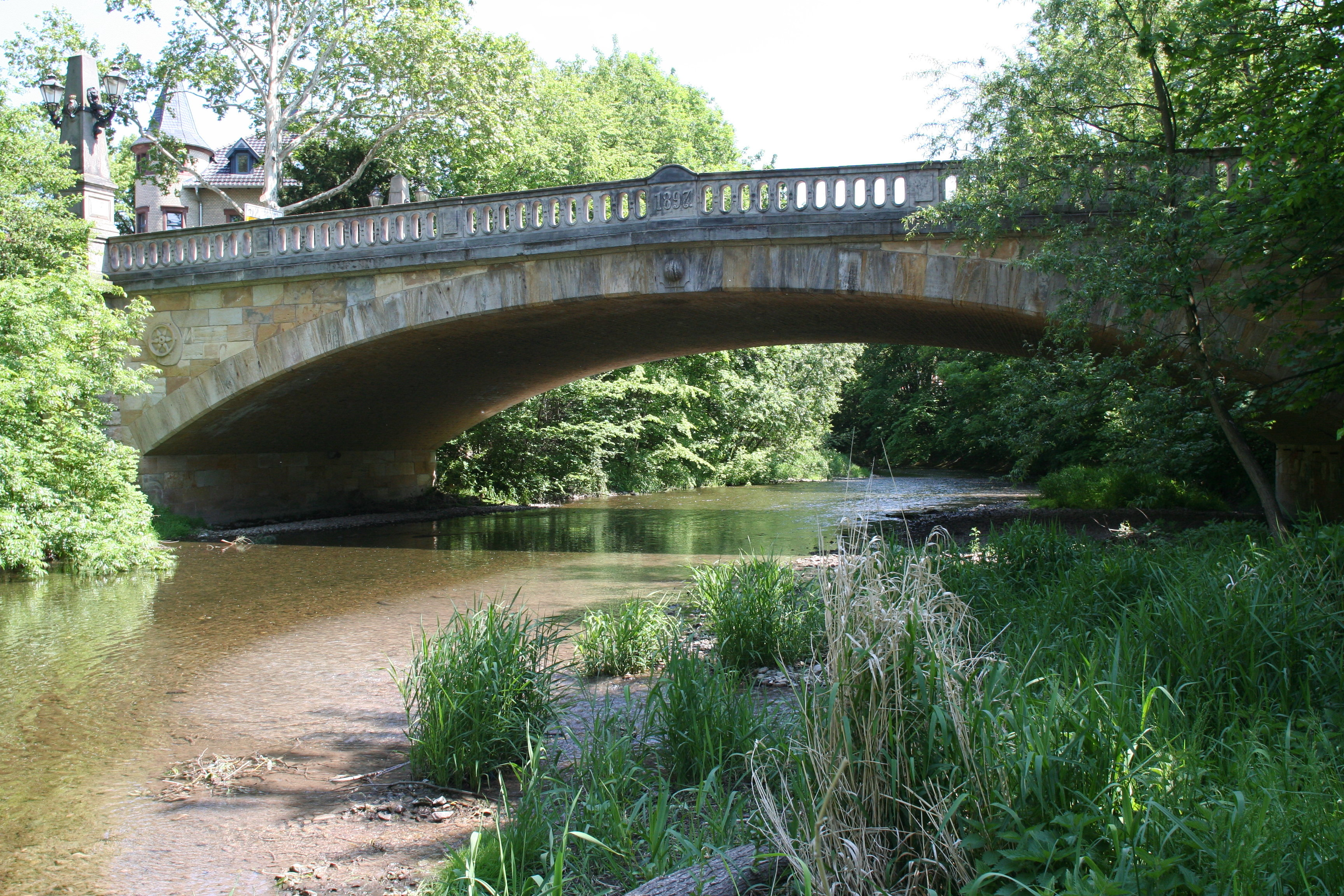
Pförtchenbrücke
- Radowitzbrücke
- Schmidtstedtertorbrücke
- Viktoriabrücke
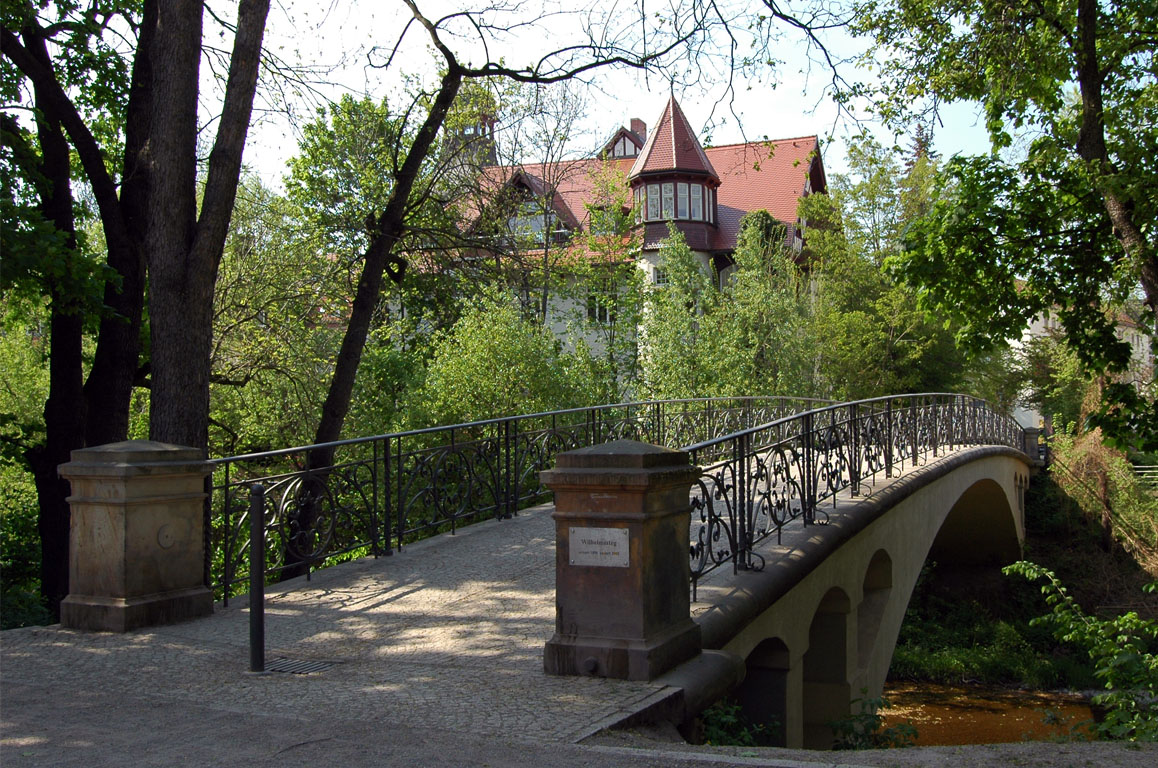
Wilhelmssteg

- Hohenzollernbrücke
- Krämpfertorbrücke
- Pförtchenbrücke
- Wilhelmssteg